# Gladys Pyle
Gladys Pyle (ur. 4 października 1890, zm. 14 marca 1989) była amerykańską polityk związaną z Partią Republikańską, która do historii zapisała się jako pierwsza kobieta w dziejach USA, która została wybrana członkinią Senatu Stanów Zjednoczonych bez uprzedniego mianowania na to miejsce.
Urodziła się w Huron w Dakocie Południowej, gdzie uczęszczała do szkół publicznych. Ukończyła Huron College w 1911 roku.
Następnie była nauczycielką w szkołach w Miller, Wessington oraz rodzinnym Huron (1912–1918).
Gladys Pyle, jak i jej rodzina, była zwolenniczką ruchu na rzecz równouprawnienia kobiet.

## Kariera polityczna przed wyborem na Senatora
W latach 1923–1927 była pierwszą przedstawicielką płci pięknej, która zasiadała w stanowej legislaturze Dakoty Południowej (Izba Reprezentantów). Przez następne cztery lata (1927–1931) była stanową sekretarz stanu, co w owym czasie pierwszym stanowiskiem w stanowej administracji po gubernatorze, a pozostaje dalej pierwszym po nim i jego zastępcy wicegubernatorze. 
W roku 1930 bez powodzenia ubiegała się o nominację republikanów na stanowisko gubernatora. Zdobyła wówczas ponad 1/3 wszystkich głosów w prawyborach, ale przegrała w dopiero siódmen dogrywce.
W okresie 1931–1933 zasiadała w State securities commission. Następnie związana była z prowadzeniem działalności gospodarczej.

## Senator Stanów Zjednoczonych
Gladys Pyle została pierwszą kobietą wybraną do Senatu Stanów Zjednoczonych bez uprzedniej nominacji na to stanowisko w listopadzie 1938. Jako kandydatka republikanów pokonała demokratę Herberta E. Hitchcocka, który został mianowany senatorem przez gubernatora Leslie Jensena (akurat republikanina) po śmierci zasiadającego dotychczas na tym fotelu Petera Norbecka (również republikanina).
Kadencja Gladys Pyle w Senacie trwała niespełna dwa miesiące, potrzebne do dokończenia resztki kadencji Norbecka (od 8 listopada 1938 do 3 stycznia 1939).
Pyle nie ubiegała się o ponowny wybór na pełne sześć lat. Jej następcą został kolega partyjny John Chandler Gurney.

## Po zakończeniu senackiej kadencji
W roku 1940 została pierwszą kobietą, która wygłosiła przemówienie na konwencji nominującej kandydata na prezydenta (republikańskim kandydatem został wtedy Wendell Willkie).
Była też członkinią South Dakota Board of Charities and Corrections (1943–1957), oraz przedstawicielką Northwestern Mutual Life Insurance Co. (1950–1986).
Zmarła w rodzinnym Huron. Jej ciało zostało spopielone, a prochy pochowano na Riverside Cemetery obok jej rodziny.
Jej ojciec, John Levi Pyle, był lokalnym politykiem i prawnikiem.